# Problem Child 3: Junior in Love
Problem Child 3: Junior in Love is een Amerikaanse komische televisiefilm uit 1995, geregisseerd door Greg Beeman. het is de derde en laatste film in de Problem Child-trilogie, na Problem Child 2 uit 1991 en Problem Child uit 1990.

## Verhaal
Junior Healy, de geadopteerde weesjongen die overal waar hij komt een pad van vernieling achterlaat, is ondertussen een prille tiener en wordt verliefd op Tiffany, maar zij merkt hem niet op. De poppen gaan aan het dansen als Junior erachter komt dat er nog drie andere jongens in haar geïnteresseerd zijn.

## Rolverdeling
| Acteur                | Personage                     |
| --------------------- | ----------------------------- |
| William Katt          | Benjamin "Ben" Healy, Jr.     |
| Justin Chapman        | Junior Healy                  |
| Sherman Howard        | Scoutmaster Eugene Phlim      |
| Carolyn Lowery        | Dr. Sarah Gray                |
| Eric Edwards          | Murph / Bertha                |
| Blake McIver Ewing    | Corky McCullum                |
| Jennifer Ogletree     | Tiffany                       |
| Brock Pierce          | Duke Phlim                    |
| Jake Richardson       | Blade                         |
| Gilbert Gottfried     | Dr. Igor Peabody              |
| Jack Warden           | Benjamin "Big Ben" Healy, Sr. |
| Ellen Albertini Dow   | Lila Duvane                   |
| Marianne Muellerleile | Miss Hicks                    |
| Bruce Ed Morrow       | Mr. Burtis                    |
| Jacqueline Obradors   | Conchita                      |
| Kelli Thacker         | Nurse Kiki                    |
| Rance Howard          | The Janitor                   |

## Trivia
- De film ging op 13 mei 1995 in première op NBC. Het is de enige film in de trilogie die geen bioscooprelease heeft gekregen.
- Junior wordt gespeeld door Justin Chapman ter vervanging van Michael Oliver uit de eerste twee films. Ook John Ritter werd voor de rol van Ben vervangen door William Katt. Annie en Trixie verschijnen niet in de film, noch worden ze genoemd.
- Gilbert Gottfried en Jack Warden zijn de enige acteurs die in alle drie de films verschijnen.